# Heaven (Band)
Heaven war eine australische Hard-Rock-Band, die von ihrem Sänger Allan Fryer 1980 in Sydney gegründet wurde. Nach drei Studioalben löste sich die Gruppe 1985 auf. 2001 reformierte sich Heaven, um als Vorband von Judas Priest auf deren Australien-Tournee aufzutreten.

## Geschichte
Allan Fryer hatte sich 1980 bei AC/DC als Nachfolger für den verstorbenen Sänger Bon Scott beworben, den Zuschlag allerdings nicht bekommen. Er gründete mit Heaven seine eigene Band, deren Musikstil vergleichbar mit dem von AC/DC war. 1982 erschien das Debütalbum Twilight of Mischief. Auf dem 1983er Album Where Angels Fear to Tread war Mick Cocks, ehemaliger Gitarrist von Rose Tattoo, zu hören. Heaven siedelte nach Los Angeles über und absolvierte Konzerte im Vorprogramm von Judas Priest, Black Sabbath und Kiss. Das 1984 von Columbia Records veröffentlichte Album Knockin' On Heaven's Door orientierte sich am Glam Metal, zur Besetzung gehörte unter anderen Mitch Perry (Gitarrist von Steeler). Der erhoffte kommerzielle Erfolg blieb jedoch aus und nach verschiedenen Besetzungswechseln löste Heaven sich Ende 1985 auf.
Im Jahr 2001 reformierte Allan Fryer die Band als Vorband von Judas Priest auf deren Australien-Tournee. Im Juni 2012 kam es zu der Wiederbelebung der Bandbesetzung mit Joe Turtur, Laurie Marlow, John Haese und Allan Fryer für eine neuerliche Australien-Tournee. Als Gitarrist wurde zunächst Mitch Perry angekündigt, der jedoch wegen seiner Verpflichtungen in der Band von Lita Ford absagen musste. Für ihn sprang Rowan Robertson, der ehemalige Gitarrist von Dio, ein. Im Juni 2015 verstarb Allan Fryer an den Folgen einer langjährigen Krebserkrankung.

## Diskografie
- 1982: Twilight of Mischief
- 1983: Where Angels Fear to Tread
- 1984: Knockin’ on Heaven’s Door